# فيدان عليتي
فيدان عليتي (بالألبانية: Fidan Aliti‏) (3 أكتوبر 1993 في صربيا - ) هو لاعب كرة قدم ألباني في مركز الدفاع. شارك مع منتخب ألبانيا لكرة القدم. أما مع النوادي، فقد لعب مع نادي شريف تيراسبول ونادي لوزيرن وBSC Old Boys ‏.

## روابط خارجية
- فيدان عليتي على موقع الاتحاد الدولي (مؤرشف)  (الإنجليزية)
- فيدان عليتي على موقع الاتحاد الأوربي (الإنجليزية)
- فيدان عليتي على موقع اتحاد السويد (السويدية)
- فيدان عليتي على موقع قاعدة بيانات كرة القدم.إي يو (الإنجليزية)
- فيدان عليتي على موقع ناشيونال فوتبول تيمز (الإنجليزية)
- فيدان عليتي على موقع Soccerway.com (الإنجليزية)
- فيدان عليتي على موقع عالم كرة القدم.نت (الإنجليزية)